# 울산군의회
울산군의회는 과거 경상남도 울산군(현재의 울산광역시 울주군) 지역을 관할했던 기초의회이다. 1991년 3월 26일에 실시된 1991년 대한민국 지방 선거에서 울산군은 각 면별로 1명씩 14명이 선출되었다. 1995년 1월 1일에 경상남도 울산시와 울산군이 통합하면서 64명의 제1대 통합 울산시의회가 개원하였다. 당시 기초의회는 정당 공천 없이 모두 무소속이었다.

## 같이 보기
- 울산광역시의회